# Índex Nikkei
L'índex Nikkei (日経平均株価, Nikkei 225) és el principal indicador de la Borsa de Tòquio, calculat de l'any 1950 ençà pel periòdic financer Nihon Keizai Shimbun —també conegut com «el Nikkei», del qual pren el nom l'índex borsari.
La de Tòquio és la primera gran borsa que obre en el dia, i el seu índex representa sovint el paper de precursora, reflectint la direcció dels mercats mundials, especialment els dilluns.
Les empreses que formen part de l'índex es revisen dues vegades l'any, a principis d'abril i octubre, en funció de dos criteris, "liquiditat" i "equilibri sectorial". Quan es retira una empresa, les seves accions s'eliminen de l'índex i se'n afegeix una de nova.
Entre les dues-centes vint-i-cinc empreses que conformen l'índex estan les alimentàries Ajinomoto i Asahi Soft Drinks, la Denso Corporation, Honda, Kawasaki, Mazda, Mitsubishi, Suzuki i Toyota d'automoció, Rakuten, les fotogràfiques Canon Inc., Fujifilm, Nikon i Olympus, la joguetera Takara Tomy, les tecnològiques Casio, Fujitsu, Hitachi, Panasonic, Pioneer i Sony i les de videojocs Bandai Namco, Konami, Nintendo.

## Altres índexs
Es publiquen altres índexs basats en els valors cotitzats a la borsa de Tòquio o en altres mercats, ja siguin aquests accions, com el Nikkei 300, obligacions, com el Nikkei JGB, o matèries primeres sensibles al cicle econòmic, com el Nikkei Commodity Index.

## Productes derivats
S'han anant creant una sèrie d'instruments financers, anomenats índexs derivats, que permeten als inversors obtenir exposicions de l'índex Nikkei 225 sense haver de comprar tots els valor que el componen. Els productes derivats poden ser operats en diversos mercats dintre i fora del Japó, i poden prendre diferents formes, com ara:
- Futurs de l'índex Nikkei 225: Són contractes estandarditzats que permeten als inversors acordar una transacció per comprar o vendre l'índex Nikkei 225 en una data futura i a un preu acordat. Aquests contractes són negociats en mercats de futurs.

- Opcions sobre l'índex Nikkei 225: Les opcions són instruments financers que donen al titular el dret, però no l'obligació, de comprar o vendre l'índex Nikkei 225 a un preu específic abans d'una data determinada..

El mercat financer ofereix altres instruments derivats basats en aquest índex, com ara contractes per diferències (CFD) o opcions binàries.

## Cronologia
A la segona meitat de la dècada de 1980, l'economia japonesa es veié afectada per la major especulació financera i immobiliària del segle. Després d'una dècada de continues pujades, l'índex assolí el seu màxim històric l'hivern de 1989, arribant als 39.000 punts, i provocant que la capitalització de la borsa de Tòquio fos lleugerament superior a la de Nova York. En aquest nivell, la ràtio preu-benefici mitjana de les accions cotitzades va arribar al valor de 80, quan en altres borses aquest valor oscil·lava entre els 20 i els 30. Malgrat això, els corredors de borsa predeien que en poc temps s'assoliria el valor de 60.000 o fins i tot de 80.000. En els primers dies de gener de 1990, la borsa començà una llarga davallada que li faria perdre el 60% de la seva capitalització en dos anys. Deu anys més tard, l'índex encara que no s'havia recuperat, oscil·lant entre els 14.000 i els 24.000. L'índex tocà fons el març de 2003, amb un valor de 7.699.
La gran caiguda de la cotització de la borsa de Tòquio provocà que els accionistes perdessin més diners que cap altre col·lectiu a la història de la humanitat, des del saqueig de Roma de 1527 o la Gran Depressió de 1929. El fet que la borsa japonesa estigués relativament aïllada de la resta del món i que hi cotitzessin poques empreses estrangeres va permetre que la davallada tingués molt poc efecte en altres economies.
Entre 2003 i 2007 l'índex va mostrar una forta recuperació, impulsat per factors com el suport del Banc del Japó, el creixement econòmic i les reformes estructurals. Va aconseguir nous màxims post-crisi, superant els 18.000 punts. En el 2008, i com a conseqüència de la crisi financera global del 2007-2012, l'índex Nikkei 225 va registrar una caiguda significativa, arribant als seus nivells més baixos des de principis dels anys 80. Aquesta baixada va ser impulsada per la disminució de la demanda mundial i la recessió econòmica. El 8 d'octubre del 2008 registrà la caiguda més gran en un dia de l'any 1987 ençà: una pèrdua de 952,58 punts —un 9,38%— que el feu baixar de la barrera dels deu mil punts fins als 9.203,32 (el nivell més baix des del 30 de juny del 2003), provocada per la por dels mercats asiàtics al contagi de la crisi financera global del 2007-2012.
Segons l'agència de notícies Kyodo, fou la tercera caiguda més important en tota la història del Nikkei 225 —el segon índex, Topix, també caigué un 7,82% fins als 901,17 punts.
Sis dies més tard, a les 10 hores del 14 d'octubre, el Nikkei pujà més de mil punts (prop d'un 11%) en consonància amb les remuntades dels índexs europeus i estatunidencs les jornades prèvies.
El 19 de novembre del mateix any, una jornada nefasta per a les borses de tot el món, el Nikkei perdé un 6% per la baixada del dòlar i de l'euro davant el ien i les males dades del dèficit comercial japonés, que arribava a 63.900 milions de iens.
El 27 de novembre tancà amb un creixement de l'1'95% (160,17 punts, fins a aplegar a 8.373,39) en resposta a una retallada de tipus a la Xina.
El 23 de maig del 2013, una altra baixada d'un 7% feu tremolar les borses europees, que varen perdre entre un 1,40% (l'Ibex-35) i un 3,06% (el MIB).
El 25 d'agost de 2015, una jornada negativa en totes les borses xineses pels dubtes sobre les mesures urgents aprovades pel Banc Central de la Xina, el Nikkei tancà amb un guany de 579,73 punts (3,26%) i se situà en 18.386,43 unitats.
El dia de Nadal del 2018 tingué la pitjor caiguda des de 2017: un 5,01% menys, en ressò a la baixada del Dow Jones el dia d'abans (un 2,9%, el baixó més gran d'un índex nord-americà en la Nit de Nadal).
Entre 2009 i 2018, després de la crisi financera global, l'índex Nikkei 225 va mostrar una recuperació gradual, tot i que amb algunes correccions i períodes de volatilitat. Va superar els 20.000 punts el 2015 i va seguir pujant fins a assolir els 24.000 punts a finals del 2017.
A partir de 2018, l'índex Nikkei 225 va experimentar novament volatilitat, influïda per factors com les tensions comercials globals i els canvis en les polítiques econòmiques. Va caure als voltants dels 16.000 punts durant la pandèmia de COVID-19 el març de 2020. A mitjans del 2021, va superar els 30.000 punts, assolint els seus màxims en més de tres dècades.